# Piżmowiec białobrzuchy
Piżmowiec białobrzuchy (Moschus leucogaster) – bezrogi gatunek ssaka kopytnego z rodziny piżmowcowatych (Moschidae). 

## Występowanie
Występuje na terenach Himalajów, w Bhutanie, Chinach, Indiach oraz Nepalu. Spotkać można go na wysokości powyżej 2500 m n.p.m. w lasach oraz w zaroślach. 

## Charakterystyka

### Morfologia
Osiąga masę od 11 do 18 kg i rozmiary od 86 do 100 cm. Występują w jasnych odcieniach brązu, jednak posiadają ciemniejsze ubarwienie w okolicy zadu oraz kończyn. Mają także jasne ubarwienie na brzuchu. 

### Rozmnażanie
Mają sezon godowy raz do roku, zazwyczaj między listopadem a styczniem. W jednym miocie przychodzi jedno lub dwa młode. Świeżo urodzone młode mają około 600 gramów. Ciąża trwa około pół roku, tyle samo co okres karmienia młodego piersią. Młode osiągają dojrzałość płciową po upływie od 16 do 24 miesięcy. 

### Dieta
Jest roślinożercą. Żywi się liśćmi, łodygami oraz korzeniami roślin. Potrafi zjeść nawet drewno oraz korę. Jeśli uda mu się znaleźć, zjada także grzyby. 

### Styl życia
Żyją od 10 do 14 lat na wolności. Potrafią skakać na odległość nawet 6 metrów. Są samotnikami, a ich średni obszar to około 0,22 km².  Są aktywne głównie nocą, odpoczywają w czasie dnia. Ich odpoczynek zajmuje prawie 60% cyklu dobowego. 

## Zagrożenia
Stanowią obiekt do polowań dla wilków oraz drapieżników z rodziny kotowatych występujących na terenie Himalajów. Jednak dodatkowym zagrożeniem są ludzie, którzy polują na nie nie tylko dla mięsa, ale także dla futra. 

## Wykorzystanie
Z piżmowców pozyskuje się piżmo. 1 kg tej substancji może kosztować nawet 45 tys. dolarów, a z jednego osobnika można pozyskać jedynie 25 g.